# Andrea Cipressa
Andrea Cipressa (ur. 14 grudnia 1963 w Wenecji) – włoski szermierz, florecista. Złoty medalista olimpijski i czterokrotny medalista mistrzostw świata.
Na igrzyskach olimpijskich w Los Angeles w 1984 roku reprezentacja Włoch w składzie: Mauro Numa, Andrea Borella, Andrea Cipressa, Stefano Cerioni i Angelo Scuri zwyciężyła w turnieju drużynowym. Na rozgrywanych cztery lata później igrzyskach olimpijskich w Seulu był siódmy w zawodach drużynowych. W obu przypadkach nie startował w turniejach indywidualnych.
Podczas mistrzostw świata w Barcelonie w 1985 roku wspólnie z Mauro Numą, Andreą Borellą i Federico Cervim zdobył złoty medal w zawodach drużynowych. W tej samej konkurencji reprezentacja Włoch z Cipressą w składzie zdobywała następnie złote medale podczas mistrzostw świata w Sofii (1986) i mistrzostw świata w Lyonie (1990). Ponadto zdobył srebrny medal indywidualnie na mistrzostwach świata w Barcelonie w 1985 roku, przegrywając w finale z Mauro Numą.
Był zawodnikiem Gruppo Sportivo Fiamme Oro (klubu podlegającego ministerstwu spraw wewnętrznych).
Jego córka, Erica Cipressa, także uprawiała szermierkę.